# ژوزف موکلر
ژوزف موکلر (فرانسوی: Joseph Mauclair‎; ۹ مارس ۱۹۰۶ – ۵ فوریهٔ ۱۹۹۰) دوچرخه‌سوار اهل فرانسه بود.